# Ingramm di Hesbaye
Ingram di Hesbaye, chiamato anche Ingerman o Enguerrand (750 circa – 818), è stato un nobile franco e conte di Hesbaye, figlio di Sigram di Hesbaye.

## Biografia
I nonni erano Sigramnus di Hesbaye e Landrada, figlia a sua volta di Lamberto II di Hesbaye e sorella di Roberto I di Hesbaye e di Rotrude di Treviri, prima moglie di Carlo Martello. Era dunque nipote di Crodegango di Metz. L'affiliazione è però dubbia.

## Discendenza
Ingerman sposò Rotrude, di ascendenza sconosciuta. Ingerman e Rotrude ebbero una figlia:
- Ermengarda,[1] che si sposò con la famiglia reale dei Franchi, i carolingi ed era la prima moglie del re Ludovico il Pio, figlio di Carlo Magno.